# Seismologie

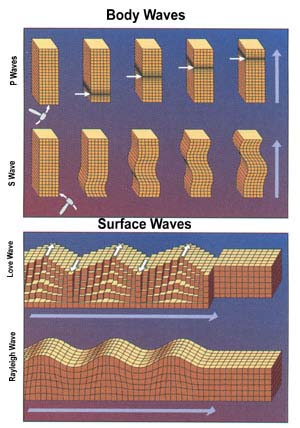
Šíření objemových (nahoře) a povrchových (dole) seismických vln

Seismologie (z řeckého σεισμός seismos zemětřesení + λόγος logos slovo, řád, nauka) je obor geofyziky, který se věnuje studiu zemětřesení a procesů spojených se šířením seismických vln Zemí či jinými objekty (např. Měsícem v rámci programu Apollo). Příbuzný obor je paleoseismologie, která se snaží rekonstruovat nezaznamenaná historická zemětřesení.

## Seismické vlny
Zemětřesení, ale i jiné pohyby Země vyvolávají různé typy seismických vln, které se šíří hmotou. Prostředí, kterým se šíří, je ale zároveň ovlivňuje, stejně jako se ohýbá a šíří světlo, a seismologie ze záznamů seismometrů dokáže zpětně určovat, jakým prostředím se vlny šířily. Díky tomu byli seismologové v minulosti schopni poměrně přesně určit radiální stavbu Země (dnes jsou pomocí seismické tomografie schopni rekonstruovat i 3D stavbu Země do určitého rozlišení). V lokálním měřítku lze využít i umělých otřesů (bucharů či explozí) k průzkumu malé části zemské kůry například v naftové prospekci i k odhalení skrytých geologických struktur (podobně byl objeven kráter Chicxulub v oblasti Mexického zálivu, při jehož vzniku mohli být vyhubeni dinosauři). Seismologická měření mohou také prokázat případné jaderné testy včetně těch podzemních.

### Typy seismických vln
Seismické vlny můžeme dělit na podpovrchové, které se šíří uvnitř těles, a povrchové, které se šíří po povrchu těles nebo po rozhraní mezi nimi.

#### Objemové vlny
Objemové vlny můžeme dále dělit na P-vlny a S-vlny. P-vlny (primární) jsou podélné vlny, při kterých dochází ke kompresi a expanzi ve směru šíření. P-vlny jsou nejrychlejší, a proto je seismograf zaznamená jako první. S-vlny (sekundární) jsou příčné, kmitání tedy probíhá kolmo na směr, ve kterém se vlna šíří, nazývají se také střižné vlny vzhledem k tomu, že jsou provázeny střižnou deformací prostředí. Proto se také na seismogramu objeví až po P-vlnách. Střižné kmitání se v tekutinách nešíří, takže se S-vlny na rozdíl od P-vln vyskytují pouze v pevných látkách.

#### Povrchové vlny
Dva hlavní podtypy povrchových vln jsou Rayleighovy vlny, při kterých dochází k jisté kompresi, a Loveovy vlny, při kterých k žádné kompresi nedochází. Rayleighovy vlny lze teoreticky vysvětlit jako důsledek vzájemného působení P- a S-vln vertikální polarizace, které se musí přizpůsobit hranici tělesa. Loveovy vlny se naproti tomu vyskytují v přítomnosti podpovrchových vrstev a vznikají pouze v důsledku horizontálních S-vln. Povrchové vlny se šíří pomaleji než podpovrchové, protože se ale šíří po povrchu Země (a jejich energie je tedy uložena blízko povrchu Země), mohou dosahovat mnohem větších amplitud než podpovrchové vlny a mohou se na seismogramu zobrazovat jako největší signály. Obzvláště silné jsou především tehdy, pokud se jejich zdroj nachází blízko povrchu Země, např. při mělkých zemětřeseních nebo při výbuchu.

#### Vlastní módy
Jak povrchové, tak podpovrchové vlny se tělesem šíří. Při velkých zemětřeseních ale může docházet i k oscilaci, jako když vibruje zvon. Jedná se o kombinaci vlastních módů s diskrétními frekvencemi a periodami dlouhými hodinu či kratšími. Pokud k takovému jevu v důsledku velkého zemětřesení dojde, lze jej pozorovat až měsíc po hlavním otřesu. Vlastní módy byly poprvé zaznamenány v 60. letech 20. století; došlo tehdy ke dvěma největším zemětřesením 20. století (ve Valdivii v roce 1960 a na Aljašce v roce 1964) a zároveň už začínaly být dostupné citlivější přístroje. Od té doby je jasné, že vlastní módy velmi silně působí na zemský plášť.

## Měření zemětřesení

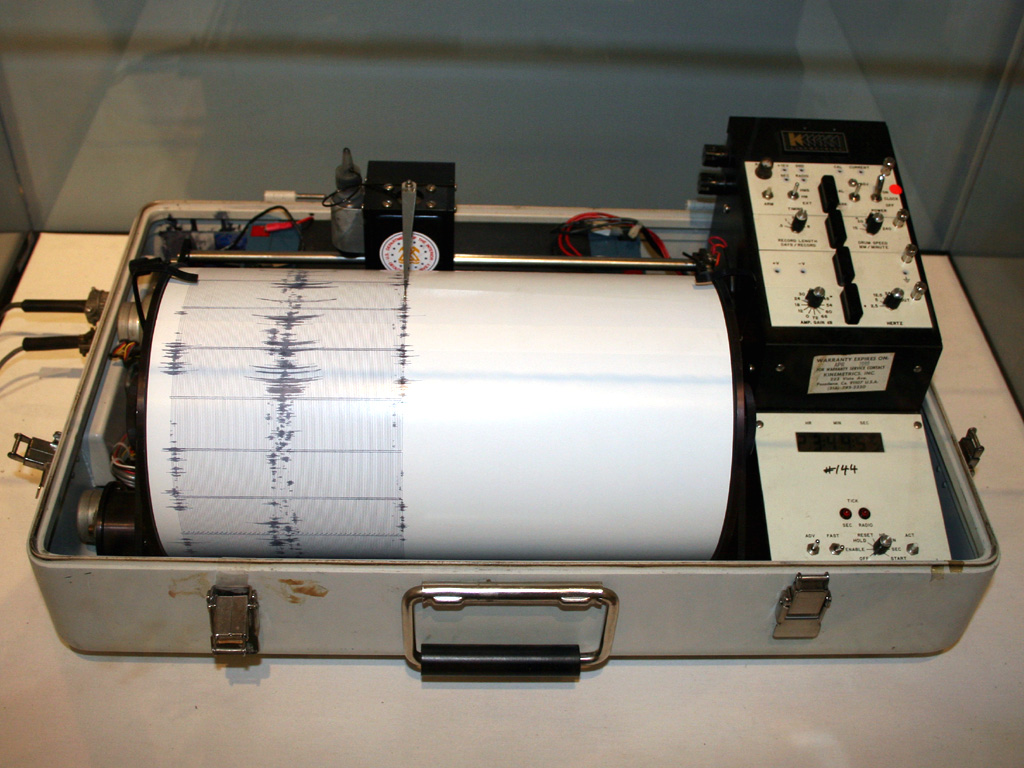
Seismograf

Seismometry jsou senzory, které zjišťují a zaznamenávají pohyby Země způsobené elastickými vlnami. Seismometry mohou být umístěny na zemském povrchu, v prohlubních, vrtech a pod vodou. Kompletní sada nástrojů, která slouží k nahrávání seismických signálů, se nazývá seismograf. Seismické sítě po celém světě neustále nahrávají informace o pohybech zemské kůry a umožňují tak sledování a analýzu zemětřesení na celém světě i jiných zdrojů seismické aktivity. Díky tomu, že vlny se zemskou kůrou šíří rychleji než ve vodě, je možné vydávat včasná varování před vlnami tsunami. Seismometry také nahrávají signály pocházející z jiných zdrojů, než je zemětřesení, od explozí (jaderných a chemických), přes hluk způsobený větrem nebo lidskou činností, nepřetržité signály vznikající na dně oceánů a u pobřeží jako důsledek pohybu vody (globální mikroseismická aktivita), až po aktivitu v kryosféře (např. v ledovcích či ledových krách). Seismografy zaznamenaly účinky meteoritů o síle až 4,2 × 1013 J (energie srovnatelná s explozí deseti kilotun TNT), ale i účinky mnoha průmyslových havárií a teroristických útoků (jejich účinky se zabývá tzv. forenzní seismologie). Dlouhodobým podnětem k celosvětovým seismografickým pozorováním je odhalování (podzemních) jaderných testů.

## Předpověď zemětřesení
Většina seismologů hodnotí velmi skepticky současné pokusy některých vědců o předpověď zemětřesení, někteří se domnívají, že taková předpověď není z principu možná kvůli chaotickému charakteru celého procesu. Tento problém se dá částečně obejít, pokud se k tomuto účelu využije buď dlouhodobý nebo naopak výrazně krátkodobý přístup – běžně jsou vytvářeny mapy seismického ohrožení (v dlouhodobé perspektivě) a naopak existují projekty jakési včasné výstrahy, které jsou schopny během několika sekund po prvním otřesu určit pro specifickou lokalitu sílu a směr následných dotřesů.

## Jezuitská seismologická služba
Jezuitské příspěvky k seismologii byly tak zásadní, že se samotná seismologie někdy nazývá „jezuitská věda“. Zájem členů tohoto řádu o seismologii se připisuje jak jejich stálé přítomnosti na univerzitách a ve vědeckých komunitách, tak i přání těchto kněží minimalizovat ničivé důsledky zemětřesení a tím sloužit bližním. Nejznámějším jezuitským seismologem a jedním z nejrespektovanějších zástupců této vědy všech dob je P. James B. Macelwane. V roce 1925 reorganizoval Jezuitskou seismologickou službu a umístil její centrální stanici na univerzitu v St. Louis. Páter Macelwane byl brilantním výzkumníkem a v roce 1936 vydal první učebnici seismologie v Americe - Úvod do teoretické seismologie. Byl předsedou Americké seismologické společnosti a Americké geofyzikální unie. V roce 1962 ustavila geofyzikální unie na jeho počest medaili, jež se uděluje dodneška mimořádně úspěšným mladým geofyzikům.

## Nové trendy v seismologii
Díky dokonalé technice jsme schopni vyslat k našemu Slunci automatické sondy, které dokážou citlivě snímkovat jeho povrch a zprostředkovat nám informace o seismických dějích na Slunci, vyvolaných energetickými erupcemi. Tato metoda studia stavby a dynamiky hvězd se nazývá helioseismologie.
Kromě pokračujících výzkumů v dnes jich tradičních oblastech (seismická tomografie, vlastní kmity atd.) v posledních letech dochází k propojení seismologie s fyzikou ionosféry, která reaguje na přenos seismické energie z povrchu Země a oceánů na atmosféru. To by v budoucnu mělo umožnit seismologii z družic na oběžné dráze kolem naší planety a potenciálně i seismologii jiných planet s hustou atmosférou (Venuše).

## Přelomová data v seismologii
- 1906 – objev zemského jádra Oldhamem ze zpoždění seismických vln ve velkých epicentrálních vzdálenostech
- 1908 – páter Frederick Louis Odenbach založil Jezuitskou seismologickou službu. Byla to první seismologická síť v kontinentálním měřítku vybavená jednotným zařízením.[4]
- 1909 – Chorvat Mohorovičić zjistil nárůst seismických rychlostí v malých hloubkách, tj. rozhraní mezí kůrou a pláštěm (MOHO)
- 1912 – ze šířky tzv. seismického stínu určil Guttenberg mocnost zemského pláště
- 1935 – ze slabých P-vln pozorovaných v zóně stínu objevila Lehmannová vnitřní jádro
- 1960 – během chilského zemětřesení pozorováno poprvé spektrum vlastních kmitů Země
- 1981 – model PREM Dziewonskiho a Andersona velmi přesně popisuje detailní 1D strukturu Země
- 1984 – první použitelné tomografické modely 3D struktury Země

## Významní seismologové
- Don Anderson
- Adam Dziewonski
- Beno Gutenberg
- Frederick Louis Odenbach
- Inge Lehmannová
- Páter James B. Macelwane
- Andrija Mohorovičić
- Richard Oldham
- Charles Richter